# Meleager (koning)
Meleager (Oudgrieks: Μελέαγρος / Meléagros) was een zoon van Ptolemaeus Lagi.
Hij regeerde na de dood van zijn broer Ptolemaeus Keraunos twee maanden over Macedonië. Daarna werd hij wegens zijn onbekwaamheid door het leger weggejaagd.

## Antieke bronnen
- Eusebius, Arm. pp. 156, 157.
- Dexippus, ap. Syncell. pp. 267, 270.

## Referentie
- art. Meleager (3), in J.G. Schlimmer - Z.C. De Boer, Woordenboek der Grieksche en Romeinsche Oudheid, Haarlem, 19203, p. 399.